# Storie di sant'Orsola (Treviso)

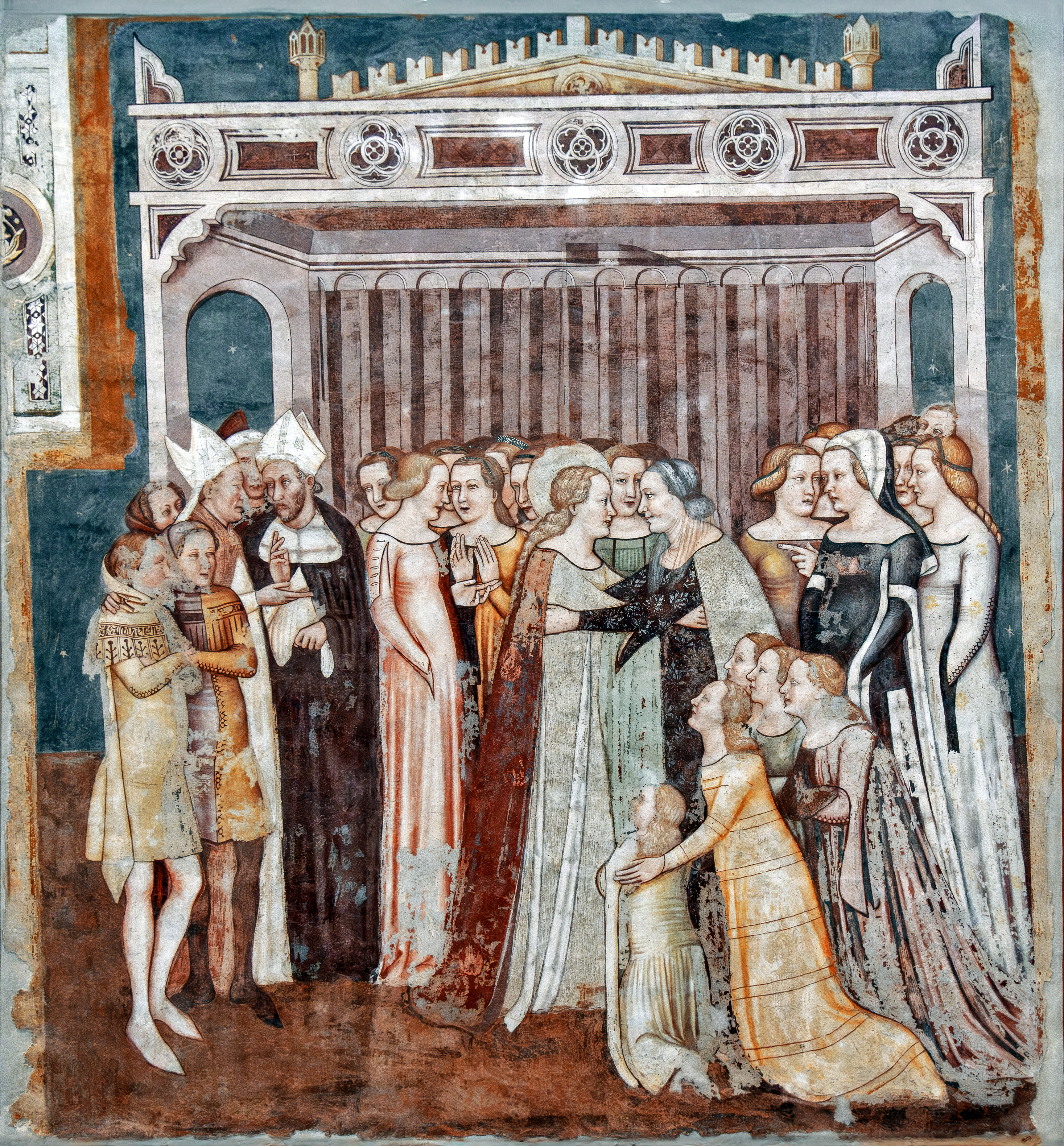
Congedo di sant'Orsola dalla madre

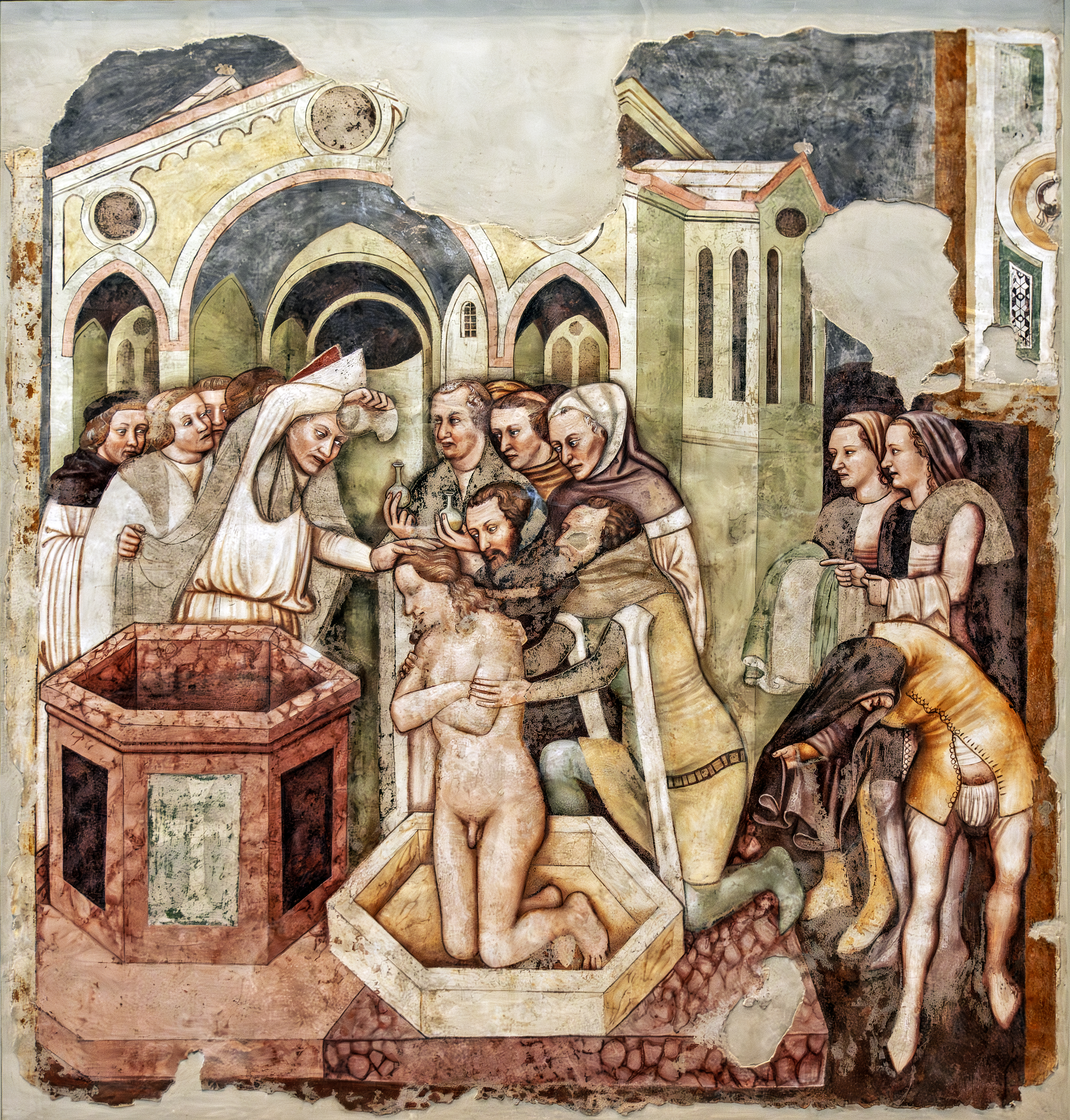
Battesimo del principe Ereo

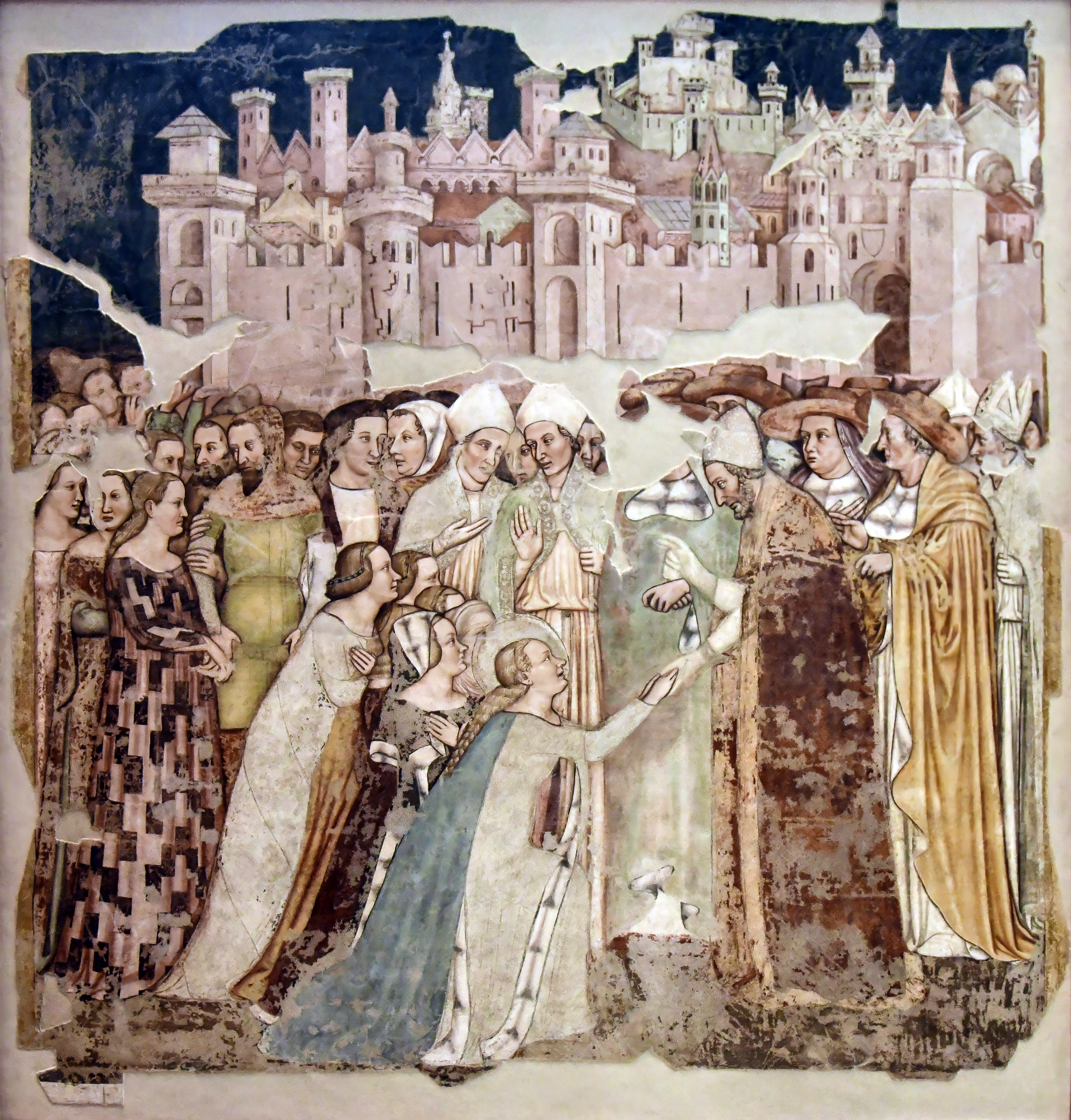
Incontro di sant'Orsola con papa Ciriaco

Le Storie di sant'Orsola sono un ciclo di affreschi conservati nella chiesa di Santa Caterina a Treviso, sede dei Musei civici cittadini, e considerati una delle migliori opere di Tommaso da Modena.

## Storia
Questo ciclo trecentesco, considerato il capolavoro di Tomaso da Modena, risale al 1355-1358 circa. Fu scoperto nel 1882-83 dall'abate Luigi Bailo in una cappella della chiesa di Santa Margherita degli Eremitani, a Treviso. Si trattava di una chiesa già sconsacrata, adibita a stalla e maneggio militare dall'esercito francese, di cui era in parte iniziata la demolizione.
Luigi Bailo, fra l'incomprensione generale, incalzato e intralciato dai demolitori, col solo aiuto dei giovani artisti trevigiani Antonio Carlini e Girolamo Botter, avendo pochissimi mezzi e attuando empiricamente la tecnica dello stacco, riuscì a salvare pressoché integralmente il ciclo di Storie. Trasferendo l'intonaco dipinto su telai lignei mobili, egli portò le Storie della santa in museo, assieme ad altre pitture provenienti da Santa Margherita. Risultava salvato, in questa eccezionale azione di recupero, un totale di 120 m² di affreschi. La chiesa, che non venne demolita, rimase sconsacrata: ospita affreschi tre e quattrocenteschi restaurati in situ.

## Descrizione
Tommaso da Modena si basa su una Passio di Orsola, figlia cristiana del re di Bretagna, che porta a conversione il figlio pagano del re d'Inghilterra, suo promesso sposo; la giovane donna intraprende poi un pellegrinaggio verso Roma, seguita da 11.000 vergini, ma sulla via del ritorno, a Colonia, assediata nel frattempo dagli Unni di Attila, viene martirizzata assieme alle compagne e al Papa (unitosi alle pellegrine), poiché si era negata al condottiero barbaro.
Nella cappella originaria, in Santa Margherita, i riquadri affrescati si disponevano sulle tre pareti: le due laterali maggiori e quella di fondo, sopra l'altare.
Undici riquadri narrativi erano disposti, a coppie, sulle pareti laterali, su tre registri sovrapposti, mentre l'ultima scena del Martirio, da sola, occupava uno spazio doppio nella parte inferiore della parete destra. Alla sommità dei due raggruppamenti, assecondando il soffitto a volta, erano due scomparti in forma di lunette ogivali raffiguranti la Madonna annunziata e l'Angelo annunziante, dei quali si conserva solo il primo. Sulla parete sopra l'altare, stretta tra due alte finestre a lancia, era il riquadro con Sant'Orsola e le compagne in gloria.

## Stile
Il pittore sceneggia la storia con abilissima regia, proponendo un racconto partecipato, descritto con minuzia e compiacimento nei profili femminili, nelle pose, nei particolari dell'abbigliamento e dell'ambientazione. Fornisce un modello esemplare di raffinatezza ed eleganza gotici e rivela i vari protagonisti nei loro risvolti psicologici, attraverso la mimica facciale e delle mani, con un'efficacia narrativa assolutamente inedita e moderna.